# Мале Седельниково
Мале Седе́льниково (рос. Малое Седельниково) — присілок у складі Сисертського міського округу Свердловської області.
Населення — 61 особа (2010, 19 у 2002).
Національний склад населення станом на 2002 рік: росіяни — 95 %.